# Сирруш
Сирруш / Сируш (правильнее мушхуш, мушхушу) — мифическое существо из вавилонской мифологии; грифон, дракон, символ бога Мардука, одно из чудовищ, порождённых Тиамат. Сочетает признаки различных существ: имеет голову змеи на тонкой шее с раздвоенным жалом, чешуйчатое тело, передние лапы льва и задние лапы хищной птицы, а также хвост скорпиона. Сирруш изображён на Воротах Иштар в Вавилоне.

## Название
Имя сирруш происходит от аккадского слова, которое можно приблизительно перевести как великолепный змей. Хотя правильная транслитерация имени — mûš-ḫuššû (мушхуш или мушхушу), первые исследователи ошибочно прочитали его как sîr-ruššû. С тех пор «сирруш» является наиболее употребительным именем этого существа.

## Теории
Немецкий археолог Роберт Кольдевей, нашедший ворота Иштар, был уверен в том, что сирруши существовали в реальности. Он утверждал, что по единообразию своей физиологической концепции сирруш значительно превосходит всех остальных мифических существ. Это, а также то, что сирруши были изображены рядом с реальными животными (львами и турами), по мнению Кольдевея, доказывало, что вавилоняне были знакомы с этим существом.
Есть предположение, что вавилоняне могли скопировать внешний вид сирруша с останков доисторических ящеров. По другой версии, сирруш отдалённо напоминает варанов, которые могли быть известны вавилонянам. Есть предположение, что облик сирруша был создан по рассказам о животном, которое не обитало в Месопотамии.

## Упоминание в художественной литературе
- В романе «Generation „П“» Виктор Пелевин обозначает это существо именем Сирруф (вначале герою слышится Сиррукх).